# Thames High School
La Thames High School est un lycée public situé à Thames, dans la région de Waikato, en Nouvelle-Zélande. Créé en 1880, c'est le second plus ancien établissement secondaire de l'Île du Nord.
Depuis 1988, un partenariat lie l'établissement au lycée international Robert-Badinter de Blois (échange Nutter).